# Hermannsdenkmal

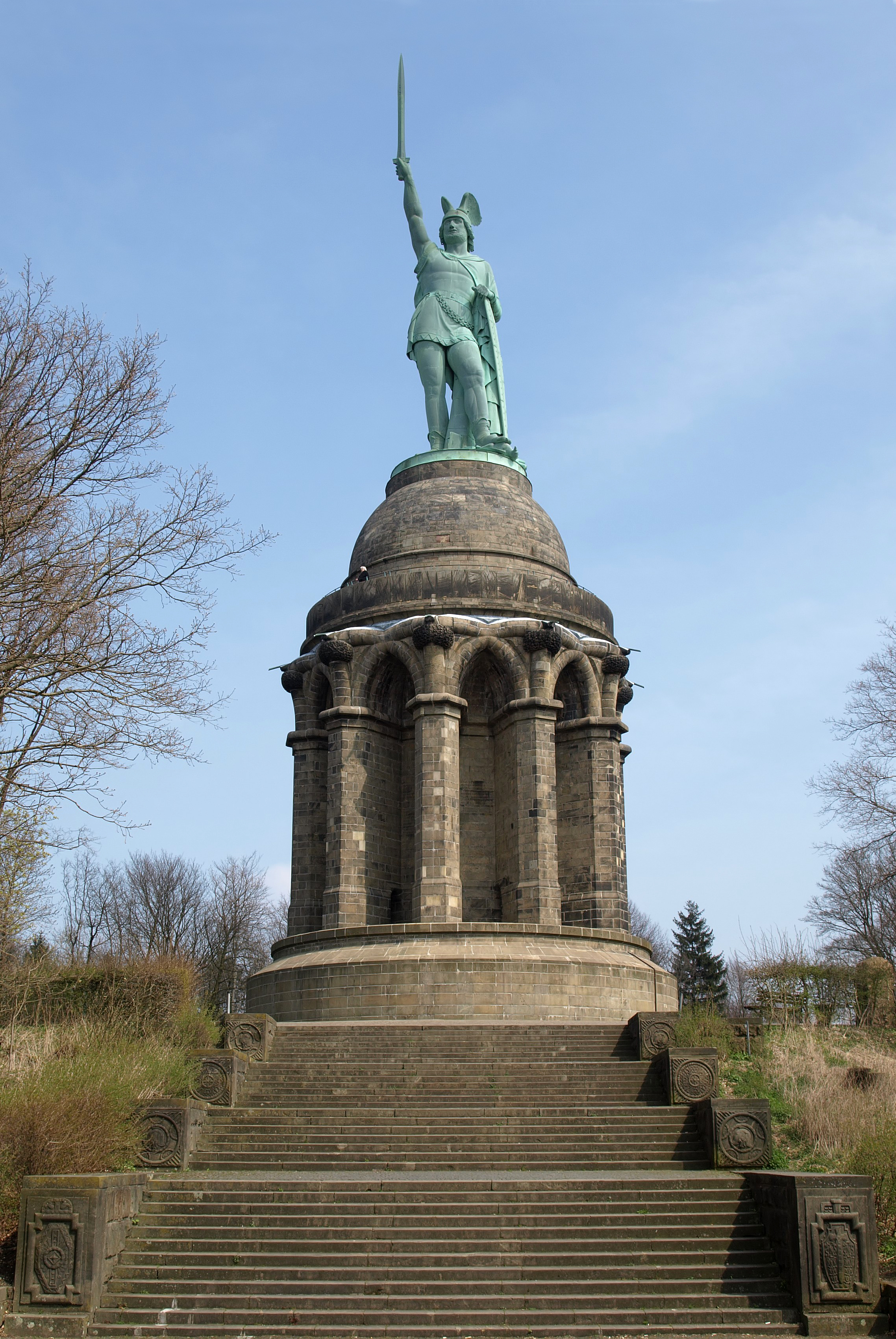
Hermannsdenkmal, 2008

Het Hermannsdenkmal ("Hermannsmonument") is een monument bij Detmold, in de Duitse deelstaat Noordrijn-Westfalen. Het werd gebouwd in 1838-1875 naar een ontwerp van Ernst von Bandel en op 16 augustus 1875 ingewijd. Dit kolossale beeld (beeldhoogte 26,57 meter en een totale hoogte van 53,46 meter) is het hoogste standbeeld in Duitsland en was het hoogste standbeeld in de westerse wereld van 1875 tot het Vrijheidsbeeld werd gebouwd in 1886. Het verwijst naar de Slag bij het Teutoburgerwoud en het verhaal van Hermann (Arminius), die gezien kan worden als een der eerste grondleggers van een verenigd Germaans rijk.

## Geschiedenis
Een Romeinse stadhouder, genaamd Publius Quinctilius Varus, verbleef in augustus van het jaar 9 na Christus al enige maanden met zijn troepen in het gebied wat nu Minden heet. Hij was bevelhebber over drie legioenen, bij elkaar zo’n 15 tot 20 duizend man. Op korte termijn zouden ze terugmarcheren naar het winterkamp bij Haltern.  Arminius, een leider van de Germaanse stam der Cherusken, was in dienst bij de Romeinen en daardoor goed op de hoogte van hun situatie. Varus was niet op de hoogte gesteld van het feit dat Arminius al een paar maanden bezig was geweest met een grote hinderlaag.
Toen Varus en zijn mannen op de terugreis waren, ontving hij een bericht over een opstand in een afgelegen provincie in de buurt van de rivier Wezer. Hij koos er dan ook voor een andere route te nemen, en zo naar de Wezer te gaan.
Maar hij wist niet dat de Germanen hier juist op hadden gehoopt. Ze hadden deze route uitgekozen omdat deze erg dichtbebost was, ingesloten door heuvels en moerassen.

Varus en zijn mannen zouden hier nooit een strijdformatie kunnen opstellen. Ze vormden een langgerekte colonne, bestaande uit soldaten, kooplieden, proviandkarren en bagage. Dit was ideaal voor de Germanen. De aanval duurde drie lange dagen. Hierbij vonden de Germanen ook nog eens steun bij het slechte weer. Op de tweede dag pleegde Varus, die geen uitzicht meer zag, zelfmoord. Aan het eind van de derde dag werden ook de laatste Romeinen verslagen door de Germaanse hoofdmacht. Deze strijd raakte eeuwenlang in vergetelheid.

## Varia
Langs het monument voert de lange afstandwandelroute de Hermannsweg.

## Bouw

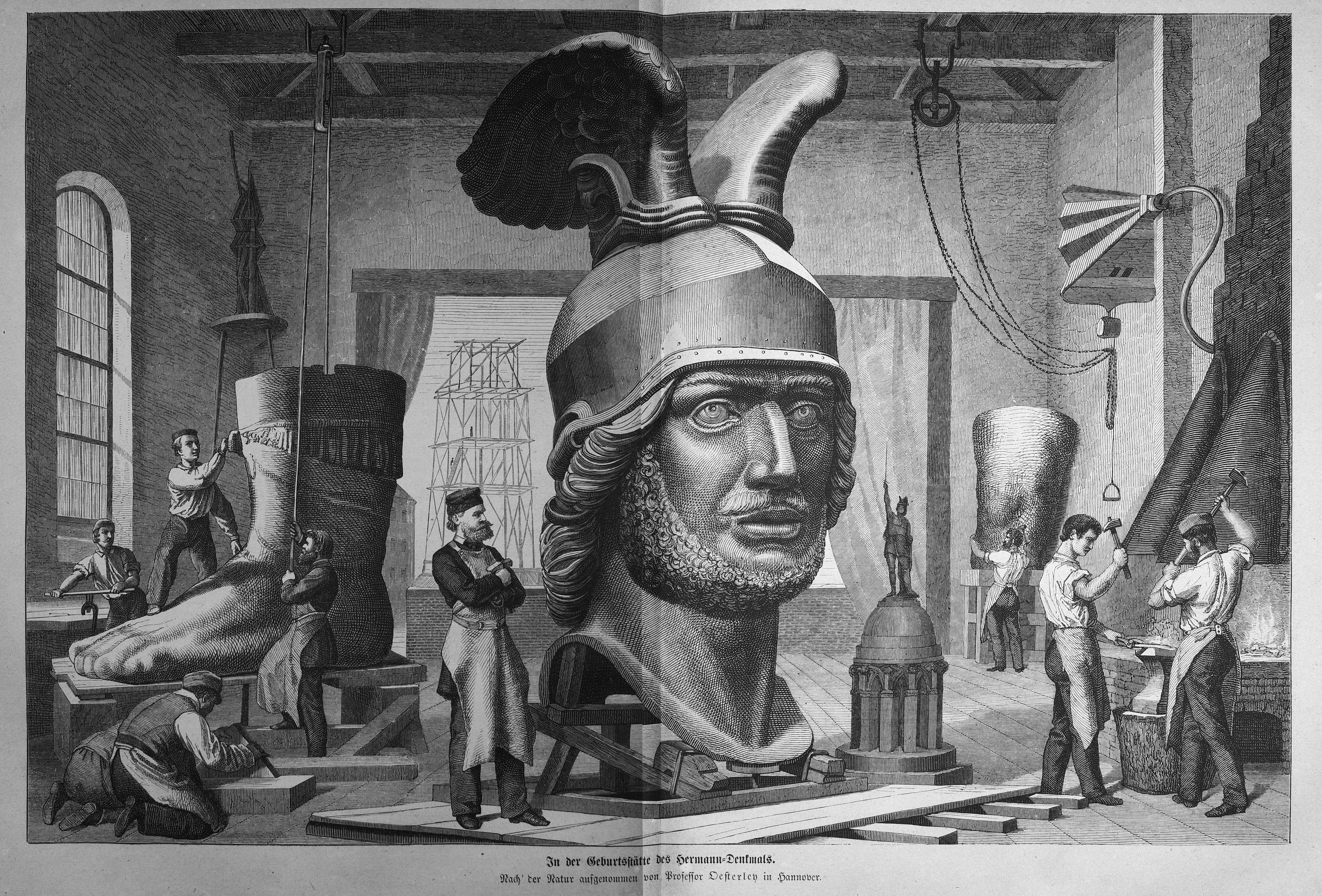
Afbeelding in verband met de bouw van het monument in Die Gartenlaube (1872)

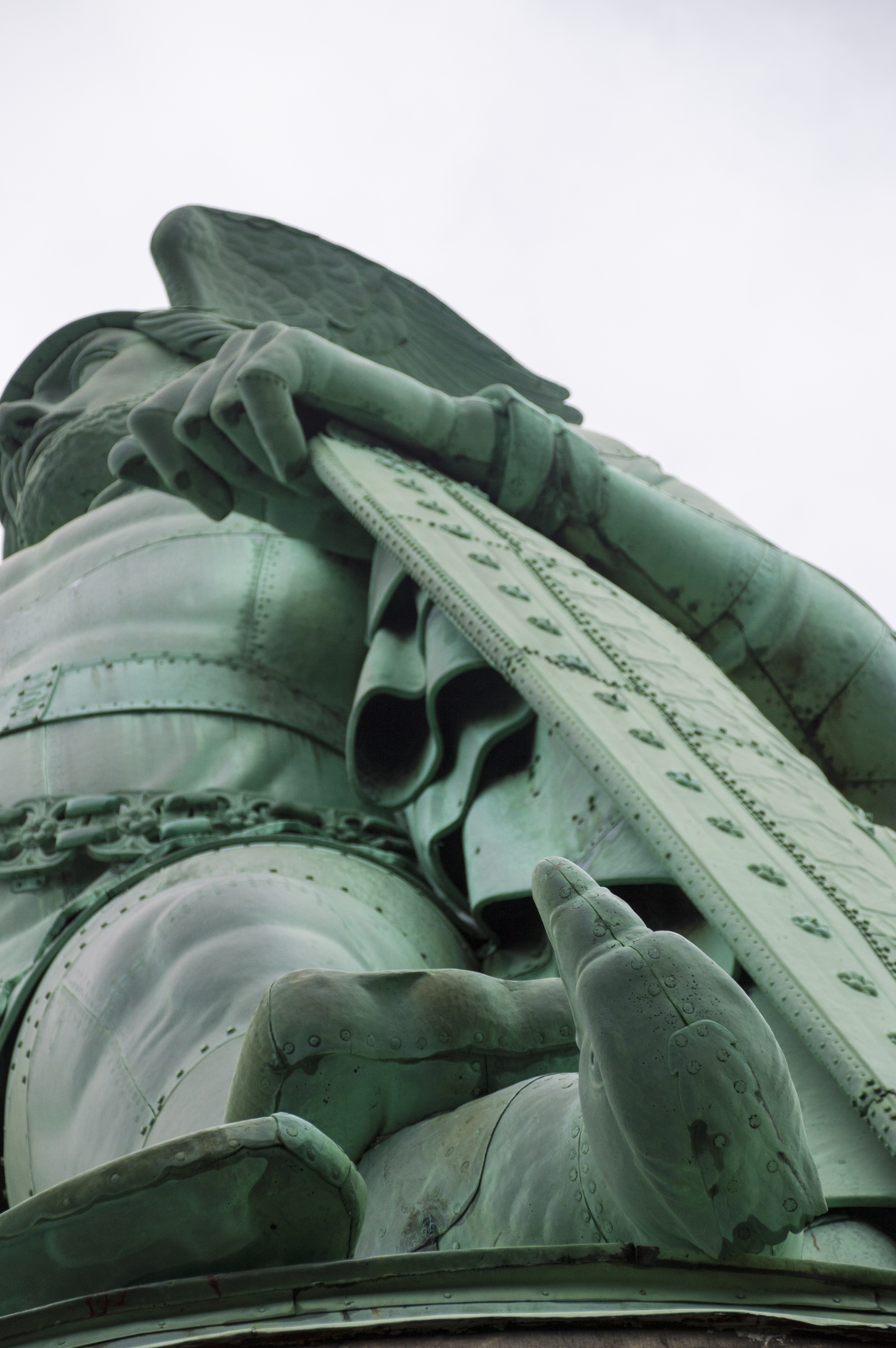
Hermannsdenkmal in 2016

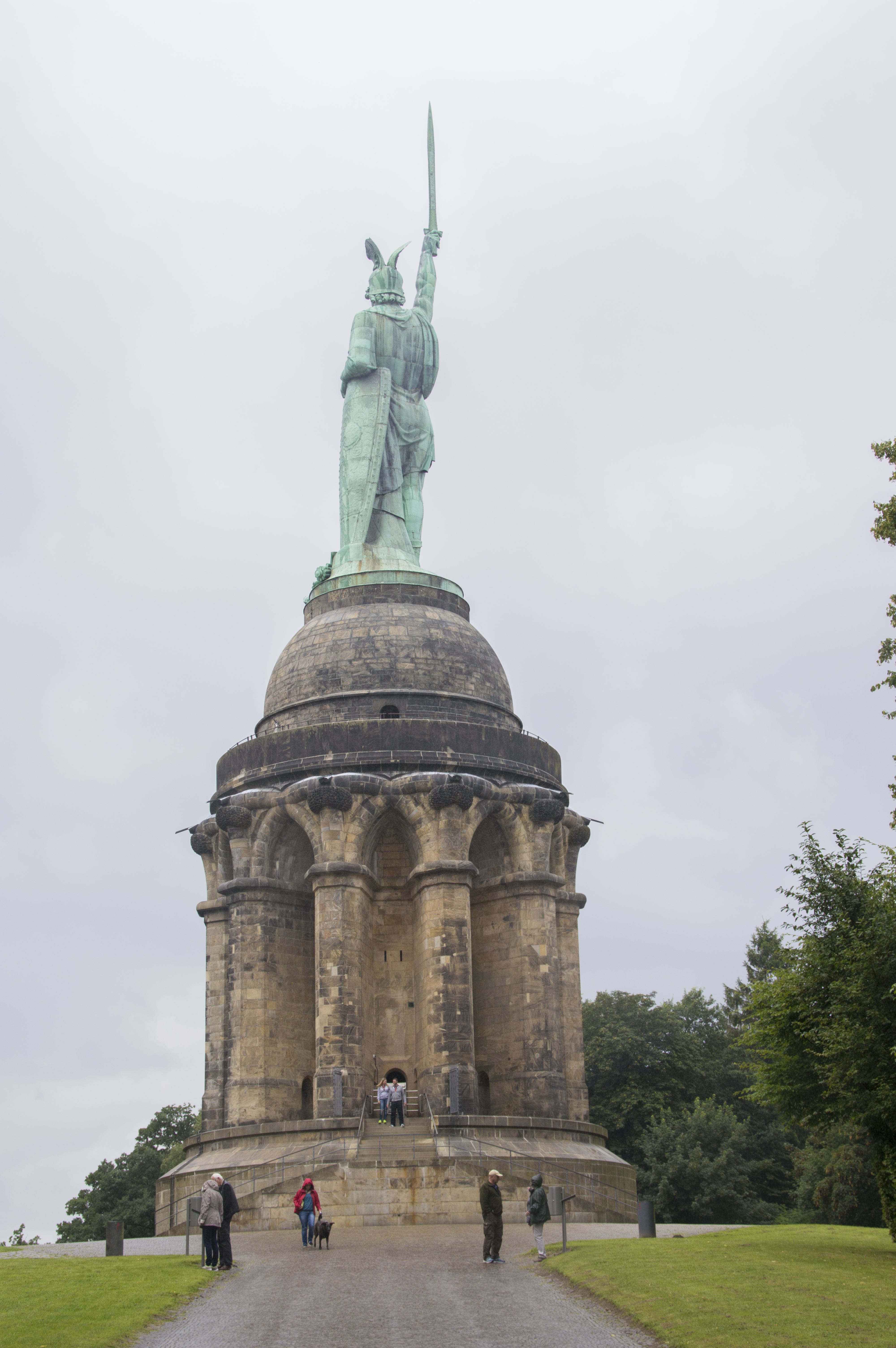
Hermannsdenkmal van de achterkant gezien in 2016

De tijdgenoten van Arminius bleken ook niet bijzonder dankbaar, aangezien hij korte tijd later door zijn eigen mensen vermoord werd. Toen men in de 19e eeuw ijverig op zoek ging naar ‘nationale’ verhalen en helden, werd (met de herinneringen aan de bevrijdingsoorlogen tegen Napoleon nog ‘vers’ in het geheugen) in 1838 met een monument voor Arminius begonnen. Het plan om dit van ver af zichtbare monument te maken was gemaakt door Ernst von Bandel, die zijn hele vermogen opgaf om zijn levenswerk te kunnen volbrengen. In 1838 begon de bouw, en in 1875 was het zover: het Hermannsdenkmal was eindelijk klaar. Von Bandel stierf een jaar later.